# Jo Tessem
Jo Tessem (ur. 28 lutego 1972 w Ørland) – piłkarz norweski grający na pozycji ofensywnego pomocnika. W reprezentacji Norwegii rozegrał 9 meczów.

## Kariera klubowa
Karierę piłkarską Tessem rozpoczął w klubie Ørland BK, w którym grał w latach 1992-1993. W 1994 roku odszedł z niego do Lyn Fotball. W tamtym roku zadebiutował w drugiej lidze norweskiej. W 1996 roku awansował z Lyn z drugiej do pierwszej ligi, a w 1997 roku Lyn został zdegradowany o klasę niżej. W 1998 roku Tessem przeszedł do Molde FK. W 1998 i 1999 roku wywalczył z Molde wicemistrzostwo Norwegii.
W połowie 1999 roku Tessem przeszedł za 600 tysięcy funtów do angielskiego Southamptonu. W Premier League zadebiutował 20 listopada 1999 roku w przegranym 0:1 domowym spotkaniu z Tottenhamem Hotspur. W 2003 roku wystąpił z Southamptonem w przegranym 0:1 finale Pucharu Anglii. W Southamptonie przez 5 sezonów grał wraz z rodakami: Clausem Lundekvamem, Trondem Egilem Soltvedtem i Egilem Østenstadem.
W 2004 roku Tessem został wypożyczony do Lyn Fotball, z którym dotarł do finału Pucharu Norwegii. Następnie trafił na wypożyczenie do Millwall. W 2005 roku ponownie został graczem Lyn Fotball, w którym występował do końca 2007 roku. Na początku 2008 roku Tessem wrócił do Anglii i przez pół sezonu grał w Football League One w zespole AFC Bournemouth. W 2008 roku zakończył karierę piłkarską.
| Sezon   | Klub            | Kraj     | Rozgrywki      | Mecze | Bramki |
| ------- | --------------- | -------- | -------------- | ----- | ------ |
| 1994    | Lyn Fotball     | Norwegia | Adeccoligaen   | 14    | 3      |
| 1995    | Lyn Fotball     | Norwegia | Adeccoligaen   | 21    | 5      |
| 1996    | Lyn Fotball     | Norwegia | Adeccoligaen   | 22    | 15     |
| 1997    | Lyn Fotball     | Norwegia | Tippeligaen    | 26    | 8      |
| 1998    | Molde FK        | Norwegia | Tippeligaen    | 26    | 8      |
| 1999    | Molde FK        | Norwegia | Tippeligaen    | 26    | 6      |
| 1999/00 | Southampton FC  | Anglia   | Premier League | 25    | 4      |
| 2000/01 | Southampton FC  | Anglia   | Premier League | 33    | 4      |
| 2001/02 | Southampton FC  | Anglia   | Premier League | 22    | 2      |
| 2002/03 | Southampton FC  | Anglia   | Premier League | 27    | 2      |
| 2003/04 | Southampton FC  | Anglia   | Premier League | 3     | 0      |
| 2004    | Lyn Fotball     | Norwegia | Tippeligaen    | 25    | 4      |
| 2004/05 | Millwall FC     | Anglia   | Championship   | 12    | 1      |
| 2005    | Lyn Fotball     | Norwegia | Tippeligaen    | 26    | 8      |
| 2006    | Lyn Fotball     | Norwegia | Tippeligaen    | 25    | 2      |
| 2007    | Lyn Fotball     | Norwegia | Tippeligaen    | 24    | 2      |
| 2007/08 | AFC Bournemouth | Anglia   | League One     | 11    | 0      |

## Kariera reprezentacyjna
W reprezentacji Norwegii Tessem zadebiutował 28 lutego 2001 roku w wygranym 4:0 towarzyskim spotkaniu z Irlandią Północną. Od 2001 do 2004 roku rozegrał w kadrze narodowej 9 meczów.